# Rhododendron hirtipes
Rhododendron hirtipes är en ljungväxtart som beskrevs av Tagg. Rhododendron hirtipes ingår i släktet rododendron, och familjen ljungväxter. Inga underarter finns listade i Catalogue of Life.